# Mallam Aminu Kano International Airport
Mallam Aminu Kano International Airport is de internationale luchthaven bij Kano, Nigeria. Het is een belangrijke luchthaven, want in het noorden van Nigeria zijn verder geen vliegvelden waar commercieel op gevlogen wordt.
De luchthaven wordt gebruikt voor zowel civiele als militaire vluchten. Er zijn twee banen. Baan 06/24 wordt gebruikt voor civiele vluchten, baan 05/23 vooral voor militair verkeer. Tussen de twee banen in ligt de terminal.

## Geschiedenis
Mallam Aminu Kano International Airport is de oudste luchthaven in Nigeria en werd in 1936 geopend. In de eerste 10 jaar na de opening werd de luchthaven vooral gebruikt voor het bijtanken van brandstof voor langeafstandsvluchten verder richting de evenaar en nog zuidelijker. Later hadden de meeste vliegtuigen die tussenstop in Kano niet meer nodig. Sindsdien is Kano eigenlijk niet zo'n grote luchthaven meer. De meeste maatschappijen vliegen slechts op Lagos of Abuja. De KLM is sindsdien de enige Europese luchtvaartmaatschappij die rechtstreeks op Kano vliegt. Zo is de KLM de langstzittende buitenlandse luchtvaartmaatschappij die naar Nigeria vliegt.